# Symphonic (album)
Albums de Falco
Hoch wie nie
(2007)
Symphonic est le nom, donné à titre posthume, à un album du chanteur autrichien de pop rock, Falco, mort en 1998.
L'album a été publié dans le monde entier le 2 février 2008. Il s'agit d'un enregistrement réalisé lors d'un concert au Wiener Neustadt, seule prestation live de Falco accompagné d'un orchestre.

## CD
1. The Sound Of Musik (Symphonic)
2. Vienna Calling (Symphonic)
3. Jeanny & Coming Home-Medley (Symphonic)
4. Titanic (Symphonic)
5. Rock Me Amadeus (Symphonic)
6. Les nouveaux riches (Symphonic)
7. Nachtflug (Symphonic)
8. Dance Mephisto (Symphonic)
9. Monarchy Now (Symphonic)
10. Der Kommissar (Symphonic)
11. Die Königin von Eschnapur (Symphonic)
12. Europa (Symphonic)
13. Helden von heute (Symphonic)
14. Junge Roemer (Symphonic (Live))
15. Ganz Wien (Symphonic (Live))
16. Helden von heute - Reprise (Symphonic (Live))

## Charts
| Année | Album           | Classements | Classements | Classements | Classements | Classements | Classements | Classements | Classements |
| Année | Album           | France      | Autriche    | Allemagne   | Suisse      | Pays-Bas    | UE          | États-Unis  | UK          |
| ----- | --------------- | ----------- | ----------- | ----------- | ----------- | ----------- | ----------- | ----------- | ----------- |
| 2008  | Falco Symphonic | -           | 1           | 22          | 34          | -           | 43          |             | -           |